# Atlanta Hawks 2007-2008
La stagione 2007-08 degli Atlanta Hawks fu la 59ª nella NBA per la franchigia.
Gli Atlanta Hawks arrivarono terzi nella Southeast Division della Eastern Conference con un record di 37-45. Nei play-off persero al primo turno con i Boston Celtics (4-3).

## Roster
| N° | Naz.                       | Ruolo | Sportivo          | Anno | Alt. | Peso |
| -- | -------------------------- | ----- | ----------------- | ---- | ---- | ---- |
| 1  | Stati Uniti (bandiera)     | GA    | Josh Childress    | 1983 | 203  | 95   |
| 2  | Stati Uniti (bandiera)     | G     | Joe Johnson       | 1981 | 203  | 102  |
| 4  | Stati Uniti (bandiera)     | G     | Acie Law          | 1985 | 191  | 88   |
| 5  | Stati Uniti (bandiera)     | A     | Josh Smith        | 1985 | 206  | 102  |
| 6  | Stati Uniti (bandiera)     | G     | Mario West        | 1984 | 196  | 95   |
| 8  | Stati Uniti (bandiera)     | G     | Anthony Johnson   | 1974 | 191  | 86   |
| 10 | Stati Uniti (bandiera)     | G     | Mike Bibby        | 1978 | 185  | 86   |
| 10 | Stati Uniti (bandiera)     | G     | Tyronn Lue        | 1977 | 183  | 79   |
| 15 | Rep. Dominicana (bandiera) | C     | Al Horford        | 1986 | 208  | 111  |
| 20 | Stati Uniti (bandiera)     | G     | Salim Stoudamire  | 1982 | 185  | 81   |
| 24 | Stati Uniti (bandiera)     | A     | Marvin Williams   | 1986 | 206  | 104  |
| 27 | Georgia (bandiera)         | C     | Zaza Pachulia     | 1984 | 211  | 109  |
| 32 | Stati Uniti (bandiera)     | GA    | Jeremy Richardson | 1984 | 198  | 84   |
| 33 | Stati Uniti (bandiera)     | A     | Shelden Williams  | 1983 | 206  | 113  |
| 42 | Stati Uniti (bandiera)     | AC    | Lorenzen Wright   | 1975 | 211  | 102  |
| 44 | Stati Uniti (bandiera)     | A     | Solomon Jones     | 1984 | 208  | 104  |

## Staff tecnico
- Allenatore: Mike Woodson
- Vice-allenatori: Larry Drew, Bob Bender, David Fizdale, Alton Lister
- Vice-allenatore per lo sviluppo dei giocatori: Pete Radulovic
- Preparatore atletico: Wally Blase